# 차지연
차지연(1982년 2월 22일 ~ )은 대한민국의 뮤지컬 배우, 가수이다.

## 학력
- 대전신일중학교[1] (졸업)
- 홍익대학교 사범대학 부속여자고등학교 (졸업)
- 서울예술대학교 연극과 (중퇴)

## 생애
대전광역시에서 태어났으며 판소리 무형문화재인 외할아버지의 끼를 받아 세 살부터 ‘국악 신동’이란 소리를 들었다.
고등학교 졸업 무렵에는 김명곤 전 문화관광부 장관이 세운 국립창극단에 가입해 연극에 종종 출연하기도 했다.
2008년 '마리아 마리아' '씨왓아이워너씨' 등에서의 호연으로 실력을 인정받았고, 최근 뮤지컬 《드림걸즈》의 오디션을 통해 히로인 '에피' 역을 따냈다. 또한 2011년 5월 8일 방송된 MBC 《나는 가수다》에서 임재범의 '빈잔' 피처링에 참여에 큰 관심을 얻기도 했다.

## 출연 작품

### 뮤지컬
- 《뮤지컬 '라이온 킹'》(2006-2007년_라피키 역)
- 《뮤지컬 '마리아 마리아'》(2007년_마리아 역)
- 《뮤지컬 '솔로의 단계'》(2008년_맹수진 역)
- 《뮤지컬 '씨왓아이워너씨'》(2008년_케사, 아내, 여배우 역)
- 《뮤지컬 '드림걸즈'》(2009년_에피 화이트 역)
- 《뮤지컬 '선덕여왕'》(2010년_미실 역)
- 《뮤지컬 '몬테크리스토'》(2010년_메르세데스 역)
- 《뮤지컬 '서편제'》(2010년_송화 역)
- 《연극 '엄마를 부탁해'》(2010년_차녀 역)
- 《뮤지컬 '몬테크리스토'》(2011년_메르세데스 역)
- 《뮤지컬 '엄마를 부탁해'》(2011년_장녀 역)
- 《뮤지컬 '서편제'》(2012년_송화 역)
- 《뮤지컬 '아이다'》(2012-2013년_아이다 역)
- 《가무극 '잃어버린 얼굴 1895'》(2013년_명성황후 역)
- 《뮤지컬 '카르멘'》(2013-2014년_카르멘 역)
- 《뮤지컬 '서편제'》(2014년_송화 역)
- 《뮤지컬 '모차르트!'》(2014년_발트슈테텐 남작부인 역)
- 《뮤지컬 '더 데빌'》(2014년_그레첸 역)
- 《뮤지컬 '마리 앙투아네트'》(2014-2015년_마그리드 아르노 역)
- 《뮤지컬 '드림걸즈'》(2015년_에피 화이트 역)
- 《가무극 '잃어버린 얼굴 1895'》(2015년_명성황후 역)
- 《뮤지컬 '레베카'》(2015-2016년_댄버스 부인 역)
- 《뮤지컬 '위키드'》(2016년_엘파바 역)
- 《뮤지컬 '마타하리'》(2017년_마타하리 역)
- 《뮤지컬 '서편제'》(2017년_송화 역)
- 《뮤지컬 '광화문연가'》(2017-2018년_월하 역)
- 《뮤지컬 '더데빌'》(2018-2019년_X-Black/X-White)
- 《뮤지컬 '호프'》 (2019년_호프 역)
- 《가무극 '잃어버린 얼굴 1895'》 (2020년_명성황후 역)
- 《연극 '아마데우스'》 (2020년_안토니오 살리에리 역)
- 《뮤지컬 '레드북'》 (2021_안나 노크 역)
- 《뮤지컬 '광화문연가'》 (2021_월하 역)
- 《가무극 '잃어버린 얼굴 1895'》(2022년_명성황후 역)

### 영화
- 《간신》 (2015년) - 장녹수 / 소리꾼(내레이션) 역
- 《해어화》 (2016년) - 이난영 역
- 《무서운 이야기 3: 화성에서 온 소녀》 (2016년) - 기계 역

### 드라마
- 《여인의 향기》(2011, SBS) - 차지연 역
- 《모범택시》 (2021년, SBS) - 백성미 역
- 《블랙의신부》 (2022년, 넷플릭스) - 최유선 역
- 《모범택시 시즌2》 (2022년, SBS) - 백성미 역

### 예능
- 2015년 ~ 2016년 MBC 《미스터리 음악쇼 복면가왕》 - 제17・18・19・20・21대 복면가왕 여전사 캣츠걸
- 2016년 JTBC 《투유 프로젝트 - 슈가맨》 - 24회
- 2017년 MBC 《황금어장 라디오스타》 - 540회
- 2020년 tvN 《더블 캐스팅》
- 2020년 TV조선 《신청곡을 불러드립니다 - 사랑의 콜센타-24회
- 2021년 SBS 《집사부일체》 -154회, 155회
- 2021년 MBC 《황금어장 라디오스타》 724회

## 앨범

### 싱글
- 〈그대는 어디에〉

### O.S.T
- 뮤지컬 《엄마를 부탁해》 -〈미안하다〉
- 뮤지컬 《레베카》 -〈영원한 생명 (Sie Ergibt Sich Nicht)〉
- 《옥중화 OST Part 1》 -〈그대를 그대만을〉

## 경력
- 2012년 5월 제6회 더 뮤지컬 어워즈 홍보대사
- 2011년 ~ 장안대학교 실용음악과 교수

## 수상
- 2010년 제16회 한국뮤지컬대상 여우신인상
- 2011년 제5회 더 뮤지컬 어워즈 여우주연상
- 2012년 제1회 서울뮤지컬페스티벌 예그린어워드 연기예술부문 여우주연상
- 2017년 제6회 예그린뮤지컬어워드 여우주연상 《마타하리》
- 2021년 제6회 아시아 아티스트 어워즈 신스틸러상
- 2021년 SBS 연기대상 미니시리즈 장르판타지부문 여자 조연상 《모범택시》
- 2022년 제6회 한국뮤지컬어워즈 여우주연상 《레드북》